# Stefan Elek
Stefan Elek, właśc. István Elek (ur. 20 sierpnia 1917 w Nagyzsám na Węgrzech, obecnie Jamu Mare w Rumunii, zm. 25 czerwca 2018 w Mirowie Dużym) – węgiersko-polski inżynier ogrodnictwa, architekt krajobrazu i tłumacz.

## Życiorys

### Dzieciństwo i wczesna młodość
Urodził się we wsi Nagyzsám na terenie Austro-Węgier, jako syn administratora wielkich majątków ziemskich. W wieku 7 lat przeniósł się wraz z rodzicami do Budapesztu, gdzie rozpoczął naukę w szkole powszechnej. W Debreczynie ukończył szkołę średnią i odbył dwuletnią służbę wojskową. Po ukończeniu służby wojskowej rozpoczął w 1938 studia w Węgierskim Królewskim Instytucie Ogrodniczym, uzyskując dyplom inżyniera ogrodnika. W 1941, po studiach, wydzierżawił kilkanaście hektarów ziemi w Nagyvárad.

### II wojna światowa
23 marca 1944 został zmobilizowany i przydzielony do służby w 1. Dywizji Kawalerii w 4. pułku huzarów im. Andrása Hadika w stopniu chorążego. Jego oddział został skierowany na Polesie. Po wybuchu powstania warszawskiego został skierowany do Babic na zachodnim krańcu Warszawy. Jednak węgierscy żołnierze odmówili walki przeciwko Polakom. Wkrótce oddział Eleka zgłosił dowództwu Armii Krajowej chęć przejścia na polską stronę. Dowództwo AK nie wyraziło na to zgody, ale przydzieliło Węgrom misję ochrony ludności cywilnej. Według różnych szacunków przez blisko dwa tygodnie Węgrzy ocalili od kilkuset do 2 tysięcy mieszkańców Warszawy.
Po upadku powstania zdecydował się pozostać w Polsce. W 1945 został aresztowany przez Armię Czerwoną i wywieziony w głąb Związku Sowieckiego. Zdołał uciec z transportu i przedostać się do Jelitkowa.

### Po wojnie
Stefan Elek po wojnie zdecydował się pozostać w Gdańsku. Podjął pracę w Biurze Projektów Budownictwa Komunalnego i Zarządzie Zieleni Miejskiej, od 1948 uczestniczył w odbudowie i rewitalizacji Parku Oliwskiego oraz gdańskiego ZOO. W 1956 organizował pomoc płynącą od Polaków dla powstańców na Węgrzech. Przez niemal 60 lat, do 2012 był czynnym tłumaczem przysięgłym języka węgierskiego.
Został uhonorowany wieloma odznaczeniami węgierskimi i polskimi, m.in. medalem „Pro Memoria” nadawanym przez Urząd do Spraw Kombatantów i Osób Represjonowanych. 28 września 2012 został odznaczony przez Prezydenta Węgier Krzyżem Oficerskim Orderu Zasługi. 23 stycznia 2016 „w uznaniu wybitnych zasług w umacnianiu przyjaźni polsko-węgierskiej oraz za pomoc udzielaną Polakom w czasie Powstania Warszawskiego” został odznaczony przez Prezydenta RP Krzyżem Kawalerskim Orderu Odrodzenia Polski.

### Życie prywatne
W 1946 ożenił się z Polką, którą poznał jeszcze w czasie wojny. W 1947 uzyskał polskie obywatelstwo. W 2013 przywrócono mu również obywatelstwo węgierskie. Miał jednego syna.
Został pochowany na cmentarzu Oliwskim (kwatera 5-A-16).

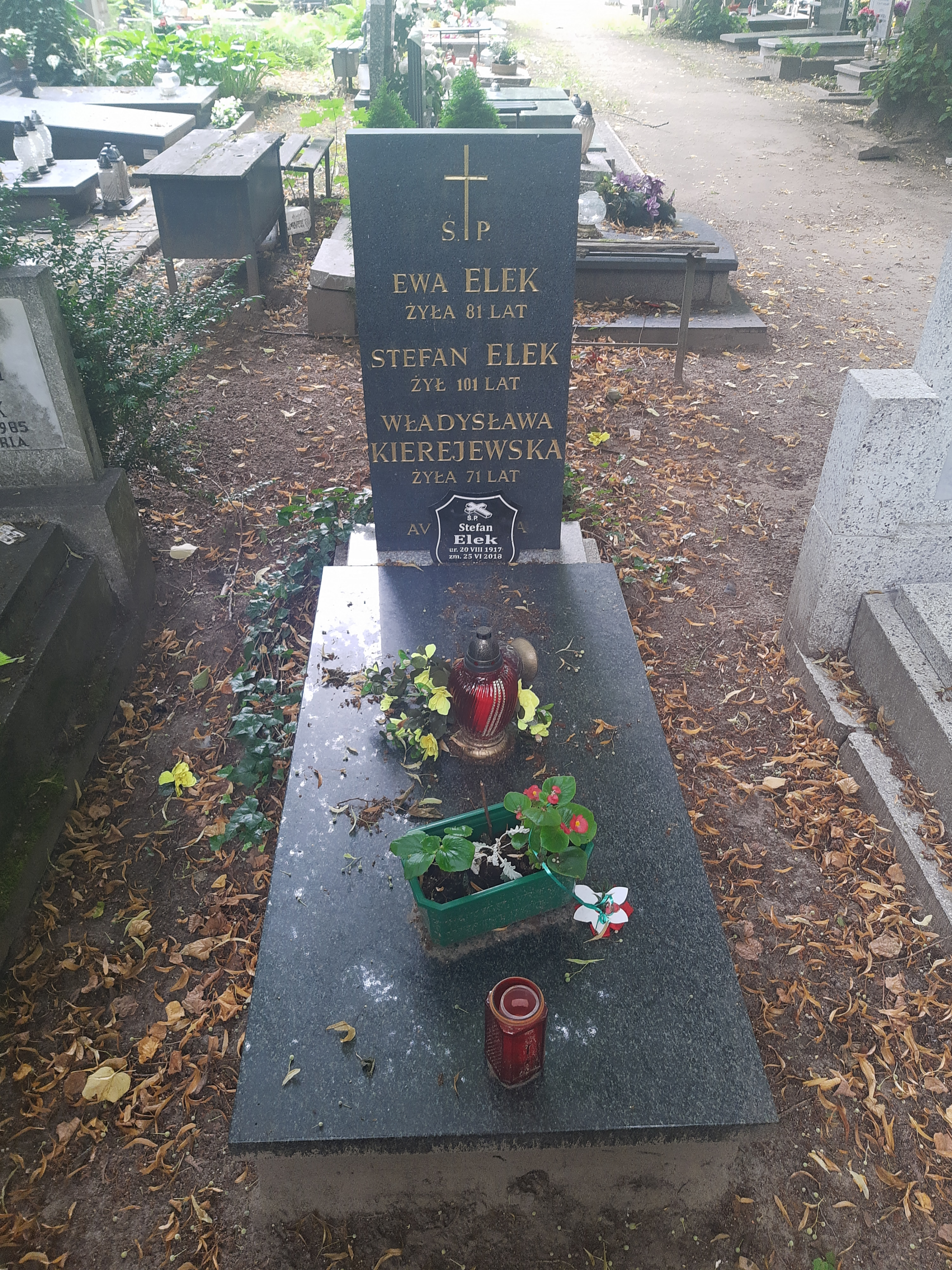
Grób Stefana Eleka na cmentarzu Oliwskim

## Odznaczenia
- Krzyż Oficerski Orderu Zasługi – Węgry
- Krzyż Kawalerski Orderu Odrodzenia Polski (postanowieniem prezydenta Andrzeja Dudy z 6 listopada 2015 za wybitne zasługi w umacnianiu przyjaźni polsko-węgierskiej, za pomoc udzielaną Polakom w czasie Powstania Warszawskiego)[7][8].
- Odznaka „zasłużony przodownik pracy” (1955, wyróżniony przez Centralny zarząd Biur Projektów Gospodarki Komunalnej)[9].